# Sjota Abchazava

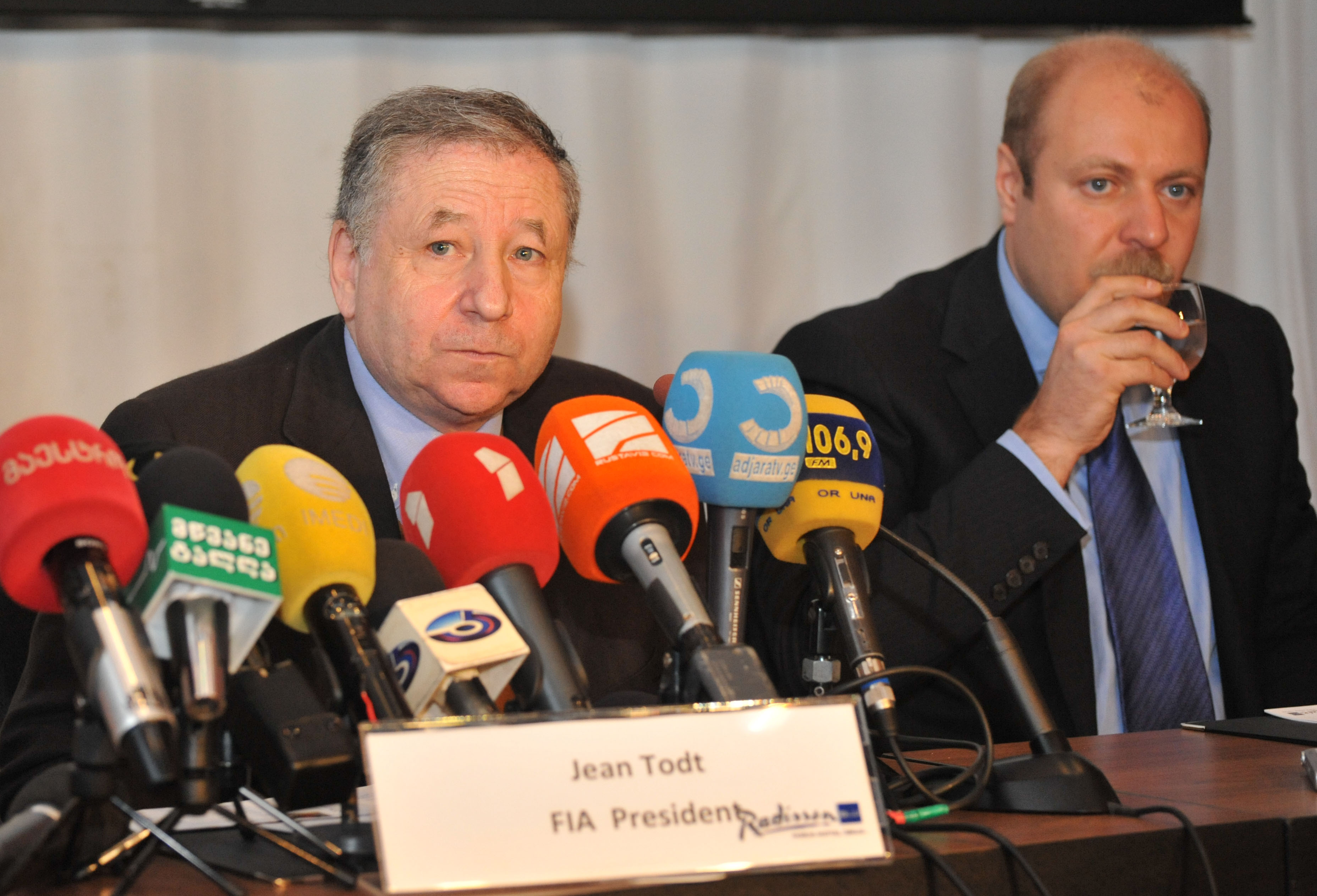
Sjota Abchazava (rechts) met Jean Todt in 2011.

Sjota Abchazava (12 augustus 1971) is een autocoureur, raceauto-ontwerper, zakenman en eigenaar van racecircuits in Rusland, Georgië en Letland. Abchazava is van Georgische komaf en heeft sinds 2021 de Kazachse nationaliteit, naast de Russische. Abchazava heeft bedrijven in Rusland, Kazachstan, Georgië en Duitsland.

## Carrière
In 1995 richtte Abchazava de Texol Group op, dat zich zou specialiseren in vloeibaar gasvervoer over het spoor. Het werd een van de grootste vervoerders hiervan in Kazachstan met een eigen vloot aan tankwagons. In 2024 opende het bedrijf een eigen fabriek in Atıraw om goederenwagens en tankwagens voor het spoor te fabriceren.
In 1998 richtte Abchazava zijn eerste ontwerpbedrijf en een raceteam genaamd Pilot F3 Engineering op. In 1999 nam het team deel aan het Russische Formule 3-kampioenschap met de Italiaanse coureur Fabio Babini. Een jaar later werd de naam van het team veranderd naar ArtLine Engineering en in 2001 won het team haar eerste kampioenschap met de Italiaan Maurizio Mediani.
In 2003 bracht Abchazava zijn team van de Formule 3 naar de nationale Formule 1600. In 2004 maakte hij bekend dat het team een eigen chassis, genaamd de ArtTech, heeft ontwikkeld dat klaar is voor gebruik. In november werd dit chassis aan het publiek gepresenteerd. Zelf werd hij voor het eerst verkozen als coördinator van de nationale Formule 1600 in het comité voor het circuitracen in de Russische nationale autosportbond.
In 2005 organiseerde hij een van de eerste sportmarketingcongressen, genaamd "Sportsmarketing 2005". Dat jaar initieerde hij ook zijn eerste circuitproject, de ADM Raceway op de luchthaven Mjatsjkovo, dat in 2006 open ging. Nadat de Neva-Ring in Sint-Petersburg werd gesloopt, was het het enige permanente circuit in het westen van het land.
In 2007 was Abchazava een regelmatige gast bij de Formule 1-uitzendingen van de televisiezender REN TV. Zijn team ArtTech won het Formule 3-kampioenschap en enkele races in de Finse Formule 3.
In september 2008 introduceerde Abchazava de Noord-Europese Formule 3 Cup, die werd gehouden op de ADM Raceway. Aan het eind van dat jaar liet hij ook de zogeheten "legend cars" debuteren in de Russische circuitracerij. Zelf nam hij in december deel aan de grote finale in Las Vegas en werd hier tweede.
In 2009 nam Abchazava's team ArtLine deel aan het Duitse Formule 3-kampioenschap met het eigen ArtTech-chassis en werd kampioen in de Trophy-klasse. Hierna ging hij naar de Georgische markt als zakenman en sportevenementorganisator. In 2011 stapte het team van ArtLine over naar de hoofdklasse van de Duitse Formule 3.
In december 2011 kocht Abchazava het Rustavi International Motorpark voor 25 miljoen dollar voor een reconstructie van het circuit. In april 2012 werd het circuit officieel geopend, in aanwezigheid van president Micheil Saakasjvili. Als president van de Georgische autosportbond, de Georgian Automobile Federation (GASF), wist Abchazava binnen een jaar twee nieuwe raceklassen naar het land te trekken, de Legends en de Formule Alfa. Hij was tot 2019 president van de bond.

### Racecarrière
Abchazava neemt zelf ook regelmatig deel aan races. In 2008 werd hij tweede in de wereldfinale van de Legends-klasse als semi-professioneel coureur en in 2011 werd hij derde in de Pro-klasse. In 2008 en 2010 werd hij ook kampioen in de Russische Legend Cup en in 2012 won hij de Georgische versie van dit kampioenschap.
In 2014 maakte Abchazava de overstap naar de Lamborghini Blancpain Super Trofeo en kwam hierin uit voor het team Automobili Lamborghini Racing Team Luxemburg. Hij startte het seizoen op het Autodromo Nazionale Monza met een tweede plaats in de AM-klasse en een elfde plaats in het totaalklassement. Hierna keerde hij de rest van het seizoen niet terug in het kampioenschap, maar in 2015 won hij de AM-klasse voor zijn eigen team ArtLine Georgia. Ook nam hij in 2017 deel aan de openingsronde van de TCR International Series op het Rustavi International Motopark in een Alfa Romeo Giulietta TCR voor het team van GE-Force.